# Ruhnu
Ruhnu (šve. Runö) je estonski otok u Riškom zaljevu dijelu Baltičkog mora administrativno pripada okrugu Saare. Površina otoka je 11,88 km² udaljen je 96 km od Rige, glavnog grada Latvije.

## Stanovništbo
Na otoku trenutno živi manje od 100 stanovnika, većinom Estonaca.

## Povijest
Od 1918. do 1920., tijekom estonskog i latvijskog rata za neovisnost, otok je, zajedno s gradom Valgom/Valkom, bio predmetom spora između dviju novonastalih država, a na kraju je pripao Estoniji.
Do 1944. godine, kada je otok okupirao SSSR, na otoku su živjeli Estonski Šveđani, koji su ga tada napustili.

## Vanjske poveznice
|  | Zajednički poslužitelj ima još gradiva o temi Ruhnu |

- Službene stranice